# طلال الرشيد
طلال بن عبد العزيز آل رشيد (1382 هـ / 1962 - 1424 هـ / 2003)؛ شاعر وكاتب سعودي. وُلِد في مدينة الموصل شمالي العراق، ينتمي إلى بيت الإمارة في قبيلة شمر أسرة آل رشيد حكام مدينة حائل سابقًا.
أسس مجلة فواصل في 1994م وأسس مجلة البواسل في 2003م قبل وفاته بشهور قليلة، اُغتيل في رحلة صيد قرب جبل بوكحيل بولاية الجلفة في الجزائر يوم الجمعة 3 شوال 1424 هـ / 28 نوفمبر 2003م.

## نشأته
ولد طلال في عام 1382 هـ الموافق 1962 ميلادية، في الموصل أم الربيعين شمالي العراق، حيث كان والده عبد العزيز بن سعود بن عبد العزيز بن متعب الرشيد يقيم هناك. نشأ يتيمًا حيث توفي والده وهو في سنواته الأولى من عمره ثم عادت عائلته إلى المملكة العربية السعودية لتقيم في جدة. والدته، هي عموشة بنت بندر سعود السبهان، شقيقه عبد العزيز بن عبد العزيز الرشيد، وُلِدَ بعد وفاة أبيهما فسُمّيَ به، وله أخ غير شقيق من أمه، هو زامل بن وطبان الجرباء.

## دراسته
درس مع أخويه زامل وعبد العزيز في مدرسة أبي بكر الصديق بحي الرويس في مدينة جدة. أنهى المرحلة الثانوية في جدة، وانتقلت عائلته بعد ذلك إلى الرياض فأكمل دراسته بكلية العلوم الإدارية في جامعة الملك سعود، وبعد تخرجة من الجامعة واصل دراسته في الولايات المتحدة الأمريكية.

## حياته الشخصية
تزوج في عام 1987 من سميرة بنت الشيخ النعيمي، وله منها نواف بن طلال الرشيد، وعبد العزيز بن طلال الرشيد.

## أمسياته الشعرية
أحيا العديد من الأمسيات الشعرية:
1. أمسية مهرجان الجنادرية.
2. أمسية الكويت عام 1994.
3. أمسية الإمارات عام 1995 (برعاية الشيخ حشر بن مكتوم).
4. أمسية البحرين الأولى عام 1996 (برعاية وزير الإعلام ورئيس شؤون مجلس الوزراء).
5. أمسية البحرين الثانية عام 1996 (برعاية الشيخ عيسى بن راشد رئيس دائرة الشباب والرياضة).
6. أمسية الشارقة في دولة الإمارات العربية المتحدة عام 2001 في الجامعة الأمريكية (برعاية مدير الجامعة الأمريكية ورئيس مجلس الثقافة).[2]
7. أمسية حائل.
8. أمسية الطائف.

## أعماله
- أسس مجلة فواصل عام 1993.
- أسس مع الدكتور طارق السويدان مجلة إبداع عام 2002.
- أسس مجلة البواسل عام 2003.[3]

## تعاونه مع الفنانين
تعاون طلال الرشيد مع الكثير من نجوم الفن العربي، مثل خالد عبد الرحمن، محمد عبده، كاظم الساهر، عبادي الجوهر، أحلام، عبد المجيد عبد الله، رابح صقر.
وهذه قائمة بقصائده المغناة:
| - قلت أحبه حيل (غناها محمد عبده). - أحوال (غناها محمد عبده وغناها أيضًا رابح صقر). - سناء الفضة (غناها محمد عبده). - عاتب الآمال (غناء: محمد عبده). - جتني (غناء : محمد عبده). - مشتاق (غناء: كاظم الساهر) - مو حرام (غناء: كاظم الساهر) - الليلة إحساسي غريب (غناء: كاظم الساهر) - كل العواذل (غناء: عبادي الجوهر) - وقف الأيام (غناء: عبادي الجوهر) - ما جته (غناء: عبادي الجوهر) - يا ظلوم (غناء: عبادي الجوهر) - خذوه الناس (غناء: أحلام) - لا تذكرني (غناء الفنانة رباب) - سلم سلام عيون (غناء: رابح صقر) - عيون الحب (غناء: خالد عبد الرحمن) - حبيبتي (غناء: خالد عبد الرحمن) - علمتني (غناء: راشد الماجد) |

## قصائده
| - موت الإحساس - يا زمان الذل - صديق الطفولة - لحن بدو - الليلة إحساسي غريب - ميت وأنا حي - أوعدك - يا بعد حيي - باريس - كيف أرضى - ورثي إحرامي - إن حكت - حكاية شمس - مريض إللي فقد سلطان - أنا هواي وبس بنت الجزيرة - حكوا فيها - إحساسي طاير - إنت الشفا | - العواذل - آخر حب - حبيبتي - علمتني - عيون الحب - أحوال - اليوم ذكرى - بعض الأحباب - قال حاقد - قالت قدر - هم - الكويت - لا تلمس الجرح - ماجتة - مشتاق - ذكرتك - يا طاهرة - يا صغير |

## ديوانه
صدر له ديوان (الملتاع: ديوان طلال العبد العزيز الرشيد) عام 2008.

## وفاته
توفي طلال العبد العزيز الرشيد إثر طلق ناري في الجزائر، أثناء رحلة صيد كان يقوم بها مع مجموعة من رفاقه يوم الجمعة 3 شوال 1424هـ الموافق 28 نوفمبر 2003، وأصيب في الحادث اثنان من رفاقه بطلق ناري أحدهما إصابته في منطقة الكتف. ذكر سائق السيارة التي كانت تقلهم بعد الإصابة أن طلال العبد العزيز الرشيد نطق بالشهادة على كتفه بعد أن نهض ثم سقط مرة أخرى وكان ذلك في جبل بوكحيل. خاله مشعل بن بندر سعود السبهان كان مرافقًا له في الرحلة، وقد أصيب بطلق ناري أيضًا. صلي على الأمير طلال العبد العزيز الرشيد في يوم السبت 4 شوال 1424هـ الموافق 29 نوفمبر 2003، في جامع الإمام تركي بن عبد الله بعد صلاة العصر في الرياض. وقد تقدّم المصلين عليه كلٌ من صاحب السمو الملكي الأمير سطام بن عبد العزيز آل سعود وصاحب السمو الملكي الأمير سلطان بن سلمان بن عبد العزيز آل سعود.